# Spergely Béla
Spergely Béla, Spergely Béla Mihály Imre (Makó, 1888. április 22. – Budapest, 1982. május 29.) magyar gyógyszerész, szakíró. A Kőbányai Gyógyszerárugyár nyugalmazott osztályvezetője, a Jakabházy-, a Kabay- és a Semmelweis-emlékérmek tulajdonosa, a Gyógyszerészgyakornoki Iskola volt igazgatója.

## Életpályája
Spergely Imre gyógyszerész és Farkas Stefánia fiaként született, 1888. május 3-án keresztelték. Általános iskoláját Bajmokon végezte el. Középiskoláit Zomboron és Szarvason járta ki. 1903-tól édesapja nagylaki patikájában volt gyakornok. 1908-ban diplomázott a Budapesti Tudományegyetem Bölcsészettudományi Karán, mint gyógyszerész. Az egyetemen Lengyel Béla, Mágócsy-Dietz Sándor és Eötvös Loránd oktatta. 1908-ban tanársegéd, 1922–1941 között a gyógyszerésztechnológia tanára lett a Gyakornoki Iskolában. 1909-től édesapja gyógyszertárát vezette. 1914-ben a fronton szolgált. 1918–1920 között Nagylakon dolgozott patikusként, de a román hatóságok kiutasították. 1920-ban eladta gyógyszertárát, majd Csanádpalotán vagonokban lakott. Ezt követően Nagykátára költözött. 1923-ban a budapesti Laborgyár vezetője lett. 1923–1938 között a Drogista Iskolában volt előadó. 1925-ben a Gyógyszerészi Közlöny és a Gyógyszerészi Értesítő valamint az Állatorvosi Zsebkönyv szerkesztőjeként dolgozott. 1939-től az ERI Injekciós Laboratóriumának vezetője volt. 1941-ben a Magyar Gyógyszerésztudományi Társaság vezetőségi tagja lett. 1948-ban a V. Magyar Gyógyszerkönyv egyik szerkesztőjeként tevékenykedett. 1949-ben a Chinoin, majd a Richter Gyár kutató laboratóriumának vezetője volt. 1960-ban nyugdíjba vonult. 1964-ben az Egészségügyi Dolgozók Szakszervezete tiszteletbeli elnökké választotta.

### Családja
Felesége Balkay Erzsébet volt, Balkay Adolf és Hermann Eugénia lánya, akivel 1934. február 10-én Budapesten kötött házasságot. Egy lánya született: Wanda (1920–?).

## Művei
- Gyógyszerészgyakornoki tankönyv (Budapest, 1927)
- Injekciók aszeptikus készítése (társszerző, Budapest, 1963)

## Díjai, elismerései
- Kiváló Gyógyszerész (1956)
- Aranydiploma (1959)
- Gyémántdiploma (1966)
- Vasdiploma (1973)
- Gránitdiploma (1978)
- Jakabházy-emlékérem
- Kabay-emlékérem
- Semmelweis-emlékérem

## Emlékezete
1984-ben megalapították a Spergely Béla Emlékérmet, amely a Gyógyszeripari Szervezet legmagasabb szakmai elismerése.